# Pedro González García
Pedro González García (n. Vallesa de la Guareña). Filósofo y abogado español. 
Fue alumno de la Facultad de Filosofía y Letras de la Universidad Central de Madrid, en la que se doctoró con la tesis: Factores que contribuyen al desarrollo de la actividad voluntaria del hombre y aspecto que toma, según esta concepción, el problema del libre arbitrio (1896). Fue director del Liceo Escolar, situado en la plazuela de los Bandos 5, en Salamanca. En 1906, su estudio El Alma castellana fue premiado en los juegos florales organizados por la revista literaria salmantina Gente joven. El libro se iniciaba con el lema:
"Dime, castellano mío, no te avergüences: ¿Es cierto que, al hallarte en Villalar frente a las tropas del Rey, arrancaste de tu pecho, para que no te conociesen, la cruz roja de la comunidad?"

## Obras
- Factores que contribuyen al desarrollo de la actividad voluntaria del hombre y aspecto que toma, según esta concepción, el problema del libre arbitrio (1896)
- El Alma castellana (1906)